# Toropamecia australis
Toropamecia australis är en tvåvingeart som först beskrevs av Malloch 1933.  Toropamecia australis ingår i släktet Toropamecia och familjen markflugor. Inga underarter finns listade i Catalogue of Life.